# Donald James Cram
Donald James Cram (anglès: Donald J. Cram)  (Chester, 22 d'abril de 1919 - Palm Desert, 17 de juny de 2001) fou un químic i professor universitari estatunidenc guardonat amb el Premi Nobel de Química l'any 1987.

## Biografia
Va néixer el 22 d'abril de 1919 a la ciutat de Chester, situada a l'estat nord-americà de Vermont. Va estudiar química a la Universitat de Nebraska, on es llicencià el 1942, i posteriorment realitzà el seu doctorat en química orgànica a la Universitat Harvard el 1947. L'any 1956 va obtenir la càtedra de química a la Universitat de Los Angeles.
Va morir el 17 de juny de 2001 a la seva residència de Palm Desert, població situada a l'estat de Califòrnia.

## Recerca científica
Inicià la seva recerca en la síntesi química dels èters corona, molècules mimetitzadores d'enzims, desenvolupant millores en els mètodes de síntesi creats per Charles Pedersen. Cram va sintentizar molècules que van prendre una estructura química en tres dimensions, creant un arsenal de les molècules diferentment formades que podrien interaccionar recíprocament selectivament amb altres productes químics a causa de les seves estructures tridimensionals complementàries. El seu treball va representar un pas gran cap a la síntesi d'imitadors laboratori-fets funcionals d'enzims i d'altres molècules naturals el comportament químic especial del qual esdevé a causa de la seva estructura característica.
L'any 1987 fou guardonat amb el Premi Nobel de Química, juntament amb el francès Jean-Marie Lehn i el nord-americà Charles J. Pedersen, pel desenvolupament i utilització de molècules d'interacció d'alta selectivitat.